# Lilaflammig spindling
Lilaflammig spindling (Cortinarius rickenianus) är en svampart som beskrevs av Maire 1937. Lilaflammig spindling ingår i släktet Cortinarius och familjen spindlingar.  Arten är reproducerande i Sverige. Inga underarter finns listade i Catalogue of Life.
I den svenska databasen Dyntaxa används istället namnet Cortinarius nymphicolor för samma taxon.  Arten är reproducerande i Sverige.